# Stjepan Kukuruzović
Stjepan Kukuruzović (Thun, 1989. június 7. –) horvát labdarúgó. A középpályás családja Horvátországból Svájcba emigrált, így a labdarúgó is ott született. Jelenleg a svájci Lausanne-Sport játékosa.

## Pályafutása
Kukuruzović első ifjúsági csapata az FC Lerchenfeld volt, ahol már hamar felismerték a ballábas labdarúgó tehetségét, amit személyre szabott edzésekkel fejlesztettek. 2003-ban, mindössze 13 évesen a svájci másodosztályú FC Thun játékosa lett, ahol előbb az utánpótlás csapatokban, majd a 2008-2009-es szezontól a felnőtt csapatban is pályára lépett. Az első csapatban hamar alapemberré vált.
2009-ben a svájci elsőosztályú bajnokságban szereplő FC Zürich leszerződtette, azonban a bajnoki évad végéig még a Thun színeiben játszott kölcsönjátékosként. Többek között Kukuruzović jó teljesítményének és a feljutási küzdelemben közvetlenül érintett FC Lugano ellen szerzett góljának is köszönhetően a Thun feljutott az első osztályba.
2010-től 2014-ig az FC Zürich csapatának volt tagja, és 82 bajnoki mérkőzésen 8 gólt szerzett. A 2011–12-es bajnokok ligája selejtezőiben a Standard Liège elleni is pályára lépett, az Európa-liga csoportkörében azonban egy sérülés miatt nem vehetett részt. Emellett 2014-ben tagja volt a svájci kupát elhódító csapatnak is.
2014. június 17-én szerződést kötött a Ferencvárossal.

## Sikerei, díjai
- Challenge League:
  - Bajnok: 2009–2010

- Svájci kupa:
  - Győztes: 2014